# Go, Mongo!
Go, Mongo! è un album di Mongo Santamaría, pubblicato dalla Riverside Records nel 1962. Il disco fu registrato il 9 e 11 luglio del 1962 a New York.

## Tracce
Lato A
1. Tumba Le Le – 4:15 (Netto, Neves, Reis)
2. Happy Now – 3:08 (Mongo Santamaría)
3. Country Song – 3:26 (Isaac Irrizary)
4. Congo Blue – 5:45 (Mongo Santamaría)

Lato B
1. Carmela – 5:22 (Mongo Santamaría)
2. Hombre – 3:33 (Marcellino Guerra)
3. Chombolero – 4:37 (João Donato)
4. Not Hardly – 4:17 (Pat Patrick)
5. African Song – 3:24 (Mongo Santamaría)

## Musicisti
Mongo Santamaría and his Afro-Latin Group
- Mongo Santamaría - congas, bongos
- Paul Serrano - tromba
- Al Abreu - sassofono tenore, flauto
- Pat Patrick - sassofono, flauto
- Chick Corea - pianoforte
- José De Paulo - chitarra, percussioni
- Victor Venegas - percussioni
- Julio Collazo - timbales
- To-Tiko (Totico) - percussioni latine
- Carmen Costa - accompagnamento vocale, coro
- Carmen Costa - voce (brano: Tumba Le Le)
- Elliot Romero - accompagnamento vocale, coro
- Elliot Romero - voce (brano: Hombre)
- Marcellino Guerra - accompagnamento vocale, coro
- Marcellino Guerra - voce (brano: Hombre)